# Scammell Pioneer

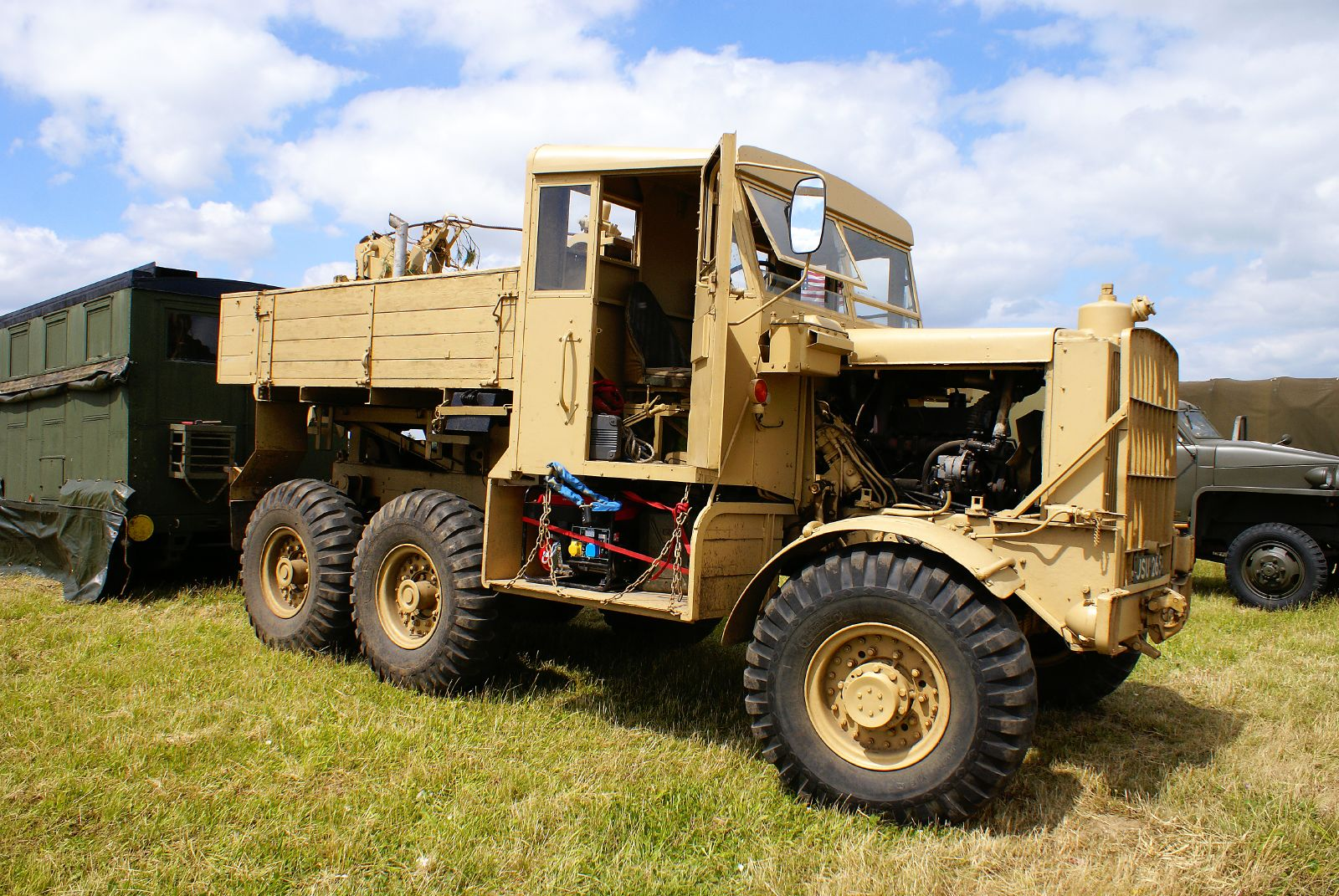
Scammell Explorer byla modernější verze Scammellu Pioneer

Scammell Pioneer R100 byl britský dělostřelecký tahač, který byl používán ve druhé světové válce. Byl také užíván jako vyprošťovací vozidlo, k čemuž byl určen naviják.
Scammell Pioneer byl vyráběn v britské firmě Scammel. Od roku 1937 bylo vyprodukováno 768 kusů.

## Technické údaje
- Hmotnost: 8,4 t
- Délka: 6,17 m
- Šířka: 2,64 m
- Výška: 2,87 m
- Motor: šestiválec Gardner 6LW o objemu 8369 cm³
- Výkon: 102 hp
- Náhon: 6 × 4
- Pérování: příčnými listovými péry vepředu
- Rozvor: 3708 mm
- Rozvor zadních náprav: 1295 mm
- Brzdy: mechanické s posilovačem
- Naviják: 80 kN